# جالو (فیلم)
جالو (ایتالیایی: Giallo) یک فیلم ترسناک جالو به کارگردانی داریو آرجنتو است که در سال ۲۰۰۹ منتشر شد.

## بازیگران
- آدرین برودی
- امانوئل سنیه
- السا پاتاکی
- جانکارلو یودیکا کوردیا